# Evergreen
Ein Evergreen oder Dauerbrenner ist ein beliebtes Musikstück, dessen Veröffentlichung mehrere Jahre oder gar Jahrzehnte zurückliegt und das dennoch von den Medien häufig gespielt und von den Hörern gerne gehört wird. Dabei kann es sich um Stücke aus den Genres Popmusik, Rockmusik, Schlager, Volksmusik, Chansons, Rap, Jazz, Soul, Hip-Hop, Klassik und Filmmusik handeln.

## Allgemeines
Der größte Teil der Stücke insbesondere in der Popmusik ist schnelllebiges Konsumgut, das nach mehr oder weniger kurzer Verweildauer in der Hitparade beim Publikum wieder in Vergessenheit gerät. Einige Songs jedoch behalten ihre Popularität über Jahrzehnte, werden häufig gecovert und überdauern den sich wandelnden Musikgeschmack. Es handelt sich oft um zeitlos attraktive Musikstücke, denen insbesondere in Rundfunk und Fernsehen häufiges Airplay zuteilwird. Diese werden als Evergreens bezeichnet. Die deutsche Musikindustrie verwendet den Begriff regelmäßig bei der Zusammenstellung von Tonträgern (Kompilation), deren Veröffentlichung eine Zeit lang zurückliegt und die einen hohen Popularitätsgrad genießen.

## Kriterien
Für Dietrich Schulz-Köhn müssen Evergreens drei Kriterien erfüllen, nämlich viele Jahre überdauern, Einfachheit in Melodie, Harmonie und Rhythmus aufweisen sowie „in aller Munde sein“. Das langjährige Überdauern ist nur durch Erinnerungsvermögen der Musikhörer gewährleistet, das die Evergreens von anderen, nicht mehr erinnerten Titeln abgrenzt. Erinnerungsfähig bleiben in der Regel simpel strukturierte und getextete Titel mit einem eingängigen Refrain.
Die Abgrenzung zum alten Volkslied (z. B. Am Brunnen vor dem Tore) ist nicht eindeutig, vor allem, wenn es sich um sehr alte Stücke (z. B. Lili Marleen) oder um „Gassenhauer“ und Ohrwürmer späterer Jahre (z. B. Marmor, Stein und Eisen bricht) handelt, doch wird der Begriff eher auf englischsprachiges Liedgut angewandt. Laut Brockhaus „verfassten ‚Lennon/McCartney‘ […] einen Evergreen nach dem anderen.“ Oft werden Evergreens auch in veränderten Versionen gespielt.